# Sinibotia reevesae
Sinibotia reevesae är en fiskart som först beskrevs av Chang, 1944.  Sinibotia reevesae ingår i släktet Sinibotia och familjen nissögefiskar. Inga underarter finns listade i Catalogue of Life.